# 徳光海水浴場
徳光海水浴場（とくみつかいすいよくじょう）は、石川県白山市徳光町にある海水浴場である。

## 特徴
北陸自動車道 下り線の徳光パーキングエリア（徳光スマートインターチェンジを併設）に隣接する海水浴場で、松任海浜公園や松任海浜温泉、シーサイド松任にも隣接し、海水浴だけでなく、食事や買い物、温泉なども楽しむことが出来る。
なお、はくさん街道市場（旧まっとう車遊館）の建物は取り壊され、跡地は民間企業に売却された。現在は、再整備がなされている。

## 概要
期間
- 7月中旬から8月中旬

## 交通アクセス

### 公共交通機関
- IR 松任駅からコミュニティバス「めぐーる」北西コースで「海浜温泉」バス停下車（1日5便。但し、土曜日・日曜日および祝日は運休）。もしくはIR 金沢駅、松任駅から北陸鉄道グループの北鉄金沢バスで「千代野ニュータウン」バス停[1] 下車、徒歩20分。またタクシーでは、松任駅から約10分。

### 自動車道
- 北陸自動車道 下り線の徳光パーキングエリア内で隣接。
- 徳光パーキングエリアはパークアンドライドが可能とあって、頻繁に利用がある。上り線の高速バス乗り場「松任海浜公園」バス停では大阪・京都（北陸道昼特急大阪号・北陸ドリーム大阪号、北陸道青春昼特急京都号、金沢 - 大阪線）・名古屋（北陸道特急バス）・横浜・湘南ゆき（金沢 - 横浜湘南線）・小松空港ゆきに、下り線の乗り場では渋谷・八王子ゆき・山形・仙台ゆきに、それぞれ乗車が出来る。

## 周辺
- 徳光パーキングエリア（徳光スマートインターチェンジを併設）
- 松任海浜公園
- 松任海浜温泉
- シーサイド松任